# Walter Tevis
Walter Stone Tevis (ur. 28 lutego 1928 w San Francisco, zm. 9 sierpnia 1984 w Nowym Jorku) – amerykański pisarz i wykładowca akademicki. Opublikował sześć powieści, które zostały przetłumaczone na co najmniej 19 języków.

## Życiorys
Urodził się i dorastał w San Francisco, jako drugie dziecko Anny Elizabeth Bacon i Waltera Stone’a Tevisa, miał starszą siostrę, Betty (1925–2010). W dzieciństwie zachorował na chorobę reumatyczną serca, więc rodzice umieścili go na ponad rok w szpitalu Stanford Children’s Convalescent, gdzie miał podawane duże dawki fenobarbitalu. Po opuszczeniu szpitala w wieku 11 lat pojechał samotnie pociągiem do rodziny, która przeniosła się w tym czasie do hrabstwa Madison w Kentucky, gdzie przyznano im ziemię. W nowym miejscu zamieszkania doznawał często przemocy ze strony innych uczniów.
Pod koniec II wojny światowej w dniu 17. urodzin zaciągnął się do US Navy, służąc jako cieśla okrętowy na pokładzie niszczyciela USS Hamilton na Pacyfiku.
Po wojnie studiował na Uniwersytecie  Kentucky, gdzie uzyskał stopień licencjata (1949) i magistra (1954) z literatury angielskiej. Później uczęszczał na renomowane zajęcia Iowa Writers’ Workshop na University of Iowa, gdzie otrzymał tytuł M.F.A. z twórczego pisania w 1960.
Po studiach uczył różnych przedmiotów (m.in. języka angielskiego, wychowania fizycznego) w małych miasteczkach w stanie Kentucky. W tym czasie zaczął pisać opowiadania, które potem były publikowane w „The Saturday Evening Post”, „Esquire”, „Redbook”, „Cosmopolitan” i „Playboyu”. Zadebiutował w 1955 tekstem „The Big Hustle”, opublikowanym w „Collier’s”, w 1957 wydrukował swe pierwsze opowiadanie fantastycznonaukowe, „The Ifth Of Oofth” w „Galaxy Science Fiction”. Pracował także dla Wydziału Autostrad Kentucky, w tym czasie opublikował pierwszą powieść, The Hustler (1959, Harper & Row).
Następnie wykładał na Northern Kentucky University, University of Kentucky i Southern Connecticut State University. W latach 1965–1978 otrzymał tytuł profesora na Uniwersytecie Ohio, gdzie wykładał literaturę angielską i kreatywne pisanie. Ostatnie lata życia spędził w Nowym Jorku utrzymując się z pisania.
Był członkiem Authors Guild. W styczniu 2018 nazwisko Waltera Tevisa wprowadzono do Kentucky Writers Hall of Fame.

### Życie osobiste
W 1952 poślubił Jamie Griggs, z którą rozwiódł się po 28 latach. Mieli dwoje dzieci, syna Williama Thomasa i córkę Julię Ann. Jego drugą żoną była Eleanor Tevis, którą poślubił w 1983.
Przyjaźnił się z pisarzem Danielem Keyesem.
Tevis, sam syn alkoholika, był nałogowym alkoholikiem, palaczem, hazardzistą, podejmował też próby samobójcze. W jego życiu duża rolę odegrały gry, także hazardowe. Pierwsze szachy otrzymał w wieku 7 lat, potem często grywał i osiągnął poziom C. W liceum zaprzyjaźnił się z chłopcem, który miał własny stół bilardowy, a w przyszłości stał się właścicielem sali bilardowej w Lexington, co znalazło później odzwierciedlenie w twórczości Tevisa. Podczas kilkunastomiesięcznej służby w marynarce nauczył się grać w pokera. W jego twórczości często można spotkać motywy odnoszące się do nałogów. Przezwyciężył swój nałóg alkoholowy w latach 70. dzięki Anonimowym Alkoholikom. Zmarł na raka płuc.
W 2003 Jamie Griggs Tevis opublikowała swoją autobiografię My Life with the Hustler.

## Twórczość

### Powieści
- The Hustler (1959),
- Człowiek, który spadł na ziemię (The Man Who Fell to Earth 1963, wyd. pol. Wydawnictwo Mag 2017),
- Przedrzeźniacz (Mockingbird 1980, wyd. pol. Wydawnictwo Mag 2015),
- The Steps of the Sun (1983),
- Gambit królowej (The Queen's Gambit 1983, wyd. pol. Wydawnictwo Czarne 2020),
- The Color of Money (1984).

### Zbiory krótkich form
- Far from Home (1981).

## Ekranizacje
Spośród sześciu powieści 4 sfilmowano:
- Bilardzista (1961, ekranizacja powieści The Hustler),
- Człowiek, który spadł na ziemię (1976, ekranizacja powieści Człowiek, który spadł na ziemię),
- Kolor pieniędzy (1986, ekranizacja powieści The Color of Money),
- Gambit królowej (2020, ekranizacja powieści Gambit królowej).